# Susk Nowy (powiat sierpecki)
Susk Nowy – wieś w Polsce położona w województwie mazowieckim, w powiecie sierpeckim, w gminie Sierpc. Ma status sołectwa.
W latach 1975–1998 miejscowość należała administracyjnie do województwa płockiego. Do 2008 nosiła nazwę Nowy Susk.
W miejscowości znajduje się figurka Matki Boskiej.